# Benjamin Graham

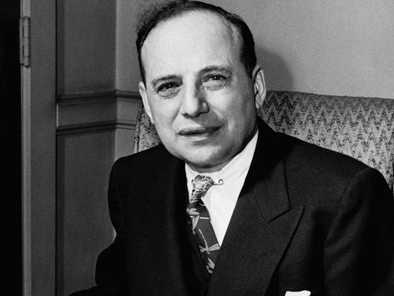
Benjamin Graham

Benjamin Graham (ur. 9 maja 1894, zm. 21 września 1976) – amerykański inwestor giełdowy
Benjamin Graham urodził się 9 maja 1894 roku w żydowskiej rodzinie jako Benjamin Grossbaum (w czasie I wojny światowej jego rodzice zmienili nazwisko na Graham, co było spowodowane chęcią uniknięcia podejrzeń o szpiegostwo na rzecz Niemiec) w Londynie. Ojciec handlował porcelanowymi figurkami i naczyniami. Gdy Benjamin miał rok, jego rodzina przeniosła się do Nowego Jorku. Po śmierci ojca w 1903 roku biznes rodzinny się rozpadł, a matka zrobiła w domu pensjonat i zaczęła inwestować na giełdzie. Jednak w 1907 roku splajtowała.
Benjamin Graham zdobył stypendium na Columbia University i w 1914 roku ukończył studia z drugim wynikiem na roku. Gdy miał 20 lat, trzy wydziały – filozofii, języka angielskiego i matematyki – zaproponowały mu stanowiska. Jednak Graham wybrał Wall Street. Zaczął od pracy urzędniczej w firmie handlującej obligacjami, a następnie kierował firmą inwestycyjną należącą częściowo do niego. W 1919 roku osiągnął 250% zysku już pierwszego dnia obrotu akcjami Savold Tire. Mimo krachu w latach 1929–1932 (okres po tzw. czarnym czwartku) sięgającego 70% Grahamowi udało się przetrwać.
Graham uważał, że wszystkich inwestorów giełdowych można podzielić na dwie grupy: aktywni – ci którzy poświęcają czas i umiejętności na jak najlepsze decyzje inwestycyjne oraz druga grupa pasywni, bierni – to ci którzy powierzają inwestowanie specjalistom. Graham ponadto rozróżniał spekulacje – nastawione na zysk wynikający wyłącznie z wzrostu ceny papierów wartościowych oraz inwestycje – mające na celu zakup papierów wartościowych za cenę odpowiadającą wartości, mających określone perspektywy wzrostu tej wartości.

## Publikacje Benjamina Grahama
- Security Analysis (1934)
- The Intelligent Investor (1949) – wydano po polsku jako Inteligentny Inwestor
- Storage and Stability
- The Interpretation of Financial Statements